# Cút rừng sao
Odontophorus stellatus là một loài chim trong họ Odontophoridae.